# Natação nos Jogos Olímpicos de Verão de 2020 - 100 m costas masculino
A competição dos 100 m costas masculino da natação nos Jogos Olímpicos de Verão de 2020 foi disputada entre 25 e 27 de julho de 2021 no Centro Aquático, em Tóquio. Um total de 41 nadadores de 30 Comitês Olímpicos Nacionais (CON) participaram do evento.

## Qualificação
O tempo de qualificação olímpica ao evento foi de 53.85 segundos. Até dois nadadores por Comitê Olímpico Nacional (CON) poderiam se qualificar automaticamente nadando naquele tempo em um evento de qualificação aprovado. Por sua vez, o tempo de seleção olímpica foi de 55.47 segundos. Até um nadador por CON estaria elegível para a qualificação com esse tempo com sua entrada classificada em um ranking até que o número de participantes fosse atingido. CONs sem um nadador qualificado em qualquer evento poderiam obter seus lugares através das vagas de universalidade.

## Formato
A competição consiste em três rodadas: preliminares, semifinais e final. Os nadadores com os 16 melhores tempos nas baterias preliminares avançam as semifinais. Já os nadadores com os 8 melhores tempos nas semifinais avançam a final. Desempates (swim-offs) são utilizados conforme necessário para quebrar os empates de avanço a próxima rodada.

## Calendário
Horário local (UTC+9)
| Data                | Horário | Fase         |
| ------------------- | ------- | ------------ |
| 25 de julho de 2021 | 19:50   | Preliminares |
| 26 de julho de 2021 | 11:30   | Semifinais   |
| 27 de julho de 2021 | 11:00   | Final        |

## Medalhistas
| Ouro   | ROC Evgeny Rylov       |
| Prata  | ROC Kliment Kolesnikov |
| Bronze | USA Ryan Murphy        |

## Recordes
Antes desta competição, os recordes mundiais e olímpicos da prova eram os seguintes:
| Tipo | Atleta      | Tempo | Local          | Data                 |
| ---- | ----------- | ----- | -------------- | -------------------- |
|      | Ryan Murphy | 51.85 | Rio de Janeiro | 13 de agosto de 2016 |
|      | Ryan Murphy | 51.85 | Rio de Janeiro | 13 de agosto de 2016 |

## Resultados

### Preliminares
Os nadadores com as 16 primeiras colocações, independente da bateria, avançam as semifinais.
| Pos. | Bateria | Raia | Nadador                 | CON                   | Tempo | Notas            |
| ---- | ------- | ---- | ----------------------- | --------------------- | ----- | ---------------- |
| 1    | 5       | 4    | Kliment Kolesnikov      | ROC                   | 52.15 | Q                |
| 2    | 5       | 3    | Thomas Ceccon           | ITA Itália            | 52.49 | Q,               |
| 3    | 4       | 4    | Xu Jiayu                | CHN China             | 52.70 | Q                |
| 4    | 5       | 5    | Mitch Larkin            | AUS Austrália         | 52.97 | Q                |
| 5    | 5       | 2    | Ryosuke Irie            | JPN Japão             | 52.99 | Q                |
| 6    | 6       | 2    | Yohann Ndoye-Brouard    | FRA França            | 53.13 | Q                |
| 7    | 6       | 4    | Evgeny Rylov            | ROC                   | 53.22 | Q                |
| 7    | 6       | 5    | Ryan Murphy             | USA Estados Unidos    | 53.22 | Q                |
| 9    | 5       | 6    | Hugo González           | ESP Espanha           | 53.45 | Q                |
| 10   | 4       | 3    | Mewen Tomac             | FRA França            | 53.49 | Q                |
| 11   | 4       | 6    | Guilherme Guido         | BRA Brasil            | 53.65 | Q                |
| 12   | 6       | 6    | Robert Glință           | ROU Romênia           | 53.67 | Q                |
| 13   | 4       | 7    | Isaac Cooper            | AUS Austrália         | 53.73 | Q                |
| 14   | 3       | 5    | Marek Ulrich            | GER Alemanha          | 53.74 | Q                |
| 15   | 4       | 5    | Hunter Armstrong        | USA Estados Unidos    | 53.77 | Q                |
| 15   | 6       | 3    | Apostolos Christou      | GRE Grécia            | 53.77 | Q                |
| 17   | 4       | 2    | Luke Greenbank          | GBR Grã-Bretanha      | 53.79 |                  |
| 17   | 5       | 7    | Simone Sabbioni         | ITA Itália            | 53.79 |                  |
| 19   | 6       | 7    | Markus Thormeyer        | CAN Canadá            | 53.80 |                  |
| 20   | 3       | 8    | Guilherme Basseto       | BRA Brasil            | 53.84 |                  |
| 20   | 5       | 8    | Lee Ju-ho               | KOR Coreia do Sul     | 53.84 |                  |
| 22   | 3       | 2    | Quah Zheng Wen          | SGP Singapura         | 53.94 |                  |
| 23   | 2       | 6    | Kacper Stokowski        | POL Polônia           | 53.99 |                  |
| 24   | 5       | 1    | Pieter Coetze           | RSA África do Sul     | 54.05 |                  |
| 25   | 3       | 4    | Ole Braunschweig        | GER Alemanha          | 54.14 |                  |
| 26   | 6       | 1    | Cole Pratt              | CAN Canadá            | 54.27 |                  |
| 27   | 3       | 6    | Srihari Nataraj         | IND Índia             | 54.31 |                  |
| 28   | 2       | 2    | Francisco Santos        | POR Portugal          | 54.35 | Recorde nacional |
| 29   | 4       | 8    | Ádám Telegdy            | HUN Hungria           | 54.42 |                  |
| 30   | 2       | 5    | Jan Čejka               | CZE República Checa   | 54.69 |                  |
| 31   | 3       | 7    | Yakov Toumarkin         | ISR Israel            | 54.81 |                  |
| 32   | 2       | 3    | Dylan Carter            | TTO Trinidad e Tobago | 54.82 |                  |
| 33   | 3       | 1    | Mikita Tsmyh            | BLR Bielorrússia      | 54.88 |                  |
| 34   | 1       | 4    | Merdan Atayev           | TKM Turcomenistão     | 55.24 |                  |
| 35   | 3       | 3    | Bernhard Reitshammer    | AUT Áustria           | 55.26 |                  |
| 36   | 2       | 4    | Michael Laitarovsky     | ISR Israel            | 55.34 |                  |
| 37   | 2       | 7    | Kaloyan Levterov        | BUL Bulgária          | 55.60 |                  |
| 38   | 4       | 1    | Daniel Martin           | ROU Romênia           | 56.91 |                  |
| 39   | 1       | 5    | Gabriel Castillo        | BOL Bolívia           | 58.24 |                  |
| 40   | 1       | 3    | Heriniavo Rasolonjatovo | MAD Madagascar        | 59.81 |                  |
| 41   | 6       | 8    | Richárd Bohus           | HUN Hungria           | DSQ   |                  |

### Semifinais
Os nadadores com as 8 primeiras colocações, independente da bateria, avançam a final.
| Pos. | Bateria | Raia | Nadador              | CON                | Tempo | Notas |
| ---- | ------- | ---- | -------------------- | ------------------ | ----- | ----- |
| 1    | 1       | 6    | Ryan Murphy          | USA Estados Unidos | 52.24 | Q     |
| 2    | 2       | 4    | Kliment Kolesnikov   | ROC                | 52.29 | Q     |
| 3    | 1       | 5    | Mitch Larkin         | AUS Austrália      | 52.76 | Q     |
| 4    | 1       | 4    | Thomas Ceccon        | ITA Itália         | 52.78 | Q     |
| 5    | 2       | 6    | Evgeny Rylov         | ROC                | 52.91 | Q     |
| 6    | 2       | 5    | Xu Jiayu             | CHN China          | 52.94 | Q     |
| 7    | 2       | 2    | Hugo González        | ESP Espanha        | 53.05 | Q     |
| 8    | 1       | 7    | Robert Glință        | ROU Romênia        | 53.20 | Q     |
| 9    | 2       | 8    | Hunter Armstrong     | USA Estados Unidos | 53.21 |       |
| 9    | 2       | 3    | Ryosuke Irie         | JPN Japão          | 53.21 |       |
| 11   | 1       | 8    | Apostolos Christou   | GRE Grécia         | 53.41 |       |
| 12   | 2       | 1    | Isaac Cooper         | AUS Austrália      | 53.43 |       |
| 13   | 1       | 1    | Marek Ulrich         | GER Alemanha       | 53.54 |       |
| 14   | 1       | 2    | Mewen Tomac          | FRA França         | 53.62 |       |
| 15   | 2       | 7    | Guilherme Guido      | BRA Brasil         | 53.80 |       |
| 16   | 1       | 3    | Yohann Ndoye-Brouard | FRA França         | DSQ   |       |

### Final
Os três nadadores mais rápidos na final conquistaram as medalhas.
| Pos. | Raia | Nadador            | CON                | Tempo | Notas            |
| ---- | ---- | ------------------ | ------------------ | ----- | ---------------- |
| 01 ! | 2    | Evgeny Rylov       | ROC                | 51.98 | Recorde europeu  |
| 02 ! | 5    | Kliment Kolesnikov | ROC                | 52.00 |                  |
| 03 ! | 4    | Ryan Murphy        | USA Estados Unidos | 52.19 |                  |
| 4    | 6    | Thomas Ceccon      | ITA Itália         | 52.30 | Recorde nacional |
| 5    | 7    | Xu Jiayu           | CHN China          | 52.51 |                  |
| 6    | 1    | Hugo González      | ESP Espanha        | 52.78 |                  |
| 7    | 3    | Mitch Larkin       | AUS Austrália      | 52.79 |                  |
| 8    | 8    | Robert Glință      | ROU Romênia        | 52.95 |                  |

Legenda
| Recorde mundial      | Recorde mundial (World record)               |                       | Recorde africano                      | Recorde africano (African) |                                           | Q | Classificado por posição (Qualified) |
| Recorde olímpico     | Recorde olímpico (Olympic record)            | Recorde da América    | Recorde da América (Americas)         | q                          | Classificado por melhor tempo (Qualified) |   |                                      |
| Melhor marca do ano  | Melhor marca do ano (World leading)          | Recorde asiático      | Recorde asiático (Asian)              | DNS                        | Não largou (Did not start)                |   |                                      |
| Recorde nacional     | Recorde nacional (National record)           | Recorde europeu       | Recorde europeu (European)            | DNF                        | Não terminou (Did not finish)             |   |                                      |
| Recorde pessoal      | Recorde pessoal do atleta (Personal best)    | Recorde da Oceania    | Recorde da Oceania (Oceania)          | DSQ / DQ                   | Desclassificado (Disqualified)            |   |                                      |
| Recorde da temporada | Recorde da temporada do atleta (Season best) | Recorde sul-americano | Recorde sul-americano (South America) | NM                         | Sem marca (No mark)                       |   |                                      |